# Cratere Müller (Marte)
Müller è un cratere sulla superficie di Marte.
Il cratere è dedicato al genetista statunitense Hermann Müller e l'astronomo tedesco Carl Müller.